# Androsace cernuiflora
Androsace cernuiflora là một loài thực vật có hoa trong họ Anh thảo. Loài này được Y.C.Yang & R.F.Huang mô tả khoa học đầu tiên năm 1986.